# Fernando Morientes
Fernando Morientes Sánchez (Cáceres, 5 april 1976) is een voormalig Spaans voetballer. Hij scoorde 27 keer in 47 interlands als Spaans international.

## Clubvoetbal
Morientes begon zijn profloopbaan in het seizoen 1993/94 bij Albacete. Na twee seizoenen vertrok hij naar Real Zaragoza, waar de Spanjaard in twee jaar tijd 28 competitiedoelpunten maakte. Dit leverde hem in 1997 een transfer op naar Real Madrid. In zijn eerste seizoen won Morientes de UEFA Champions League. Na 1998 won de aanvaller deze prijs ook in 2000 en 2002. In 2000 scoorde hij in de finale tegen Valencia de openingstreffer. Na de komst van Ronaldo in 2002 belandde Morientes bij Real Madrid op de bank en in 2003 vertrok hij daarom op huurbasis naar AS Monaco. Met deze club behaalde Morientes in het seizoen 2003/04 de finale van de UEFA Champions League, die echter met 3–0 werd verloren van FC Porto. In de kwartfinale had Morientes met twee doelpunten een belangrijk aandeel in de uitschakeling van Real Madrid. In 2004 keerde hij terug naar Real Madrid, waar hem meer speelkansen waren beloofd. Morientes kwam echter niet verder dan enkele invalbeurten en in januari 2005 besloot hij daarom te vertrekken naar Liverpool. Daar maakte hij onderdeel uit van de Spaanse Armada, de bijnaam voor grote groep Spanjaarden bij Liverpool (onder anderen trainer Rafael Benítez, doelman José Manuel Reina, middenvelder Xabi Alonso en aanvaller Luis García). Zijn prestaties bij de Engelse club vielen echter tegen met slechts 16 doelpunten in totaal 41 wedstrijden. In mei 2006 werd Morientes daarom door Liverpool verkocht aan Valencia.
Volgens een doorgaans goed ingelicht radiostation in Spanje stond de Spanjaard in juli 2009 op het punt een meerjarig contract te ondertekenen bij de Belgische vice-kampioen RSC Anderlecht. Ze zouden bereid zijn om hem een 'monstersalaris' naar Belgische normen uit te betalen. Op 27 juli bleek echter dat Olympique Marseille slagvaardiger was geweest, zij maakten op hun digitale thuis bekend dat ze overeenstemming hadden bereikt met de transfervrije spits. Morientes tekende voor twee seizoenen bij de Franse topclub waarmee hij na vijf jaar afwezigheid weer terug zou keren in de Ligue 1. Bij Marseille werd de spits herenigd met Didier Deschamps, de trainer die hem ook onder zijn hoede had tijdens zijn vehuurperiode bij AS Monaco. Nadat zijn contract bij Olympique Marseille ontbonden werd besloot Morientes op 31 augustus 2010 om zijn carrière te beëindigen. Hij legde aanbiedingen uit het Midden-Oosten en Mexico naast zich neer om analist te worden bij een Spaanse televisiezender. In januari 2015 maakte hij een comeback als speler bij DAV Santa Ana in de Tercera División.

## Nationaal elftal
Morientes debuteerde op 25 maart 1998 tegen Zweden voor het nationale team. Hij speelde in totaal 47 interlands (27 doelpunten). Morientes nam deel aan het WK 1998, WK 2002 en EK 2004. Mede door zijn tegenvallende prestaties bij Liverpool ontbrak Morientes in de Spaanse selectie voor het WK 2006. Morientes nam met het Spaans olympisch voetbalelftal deel aan de Olympische Spelen in Atlanta, Verenigde Staten, waar de ploeg van bondscoach Javier Clemente in de kwartfinale met 4–0 verloor van Argentinië.

## Trainerscarrière
Morientes was in 2012 kort aan de slag als jeugdtrainer bij Huracán Valencia CF. In datzelfde jaar ging hij aan de slag bij Real Madrid, eveneens als jeugdtrainer. Hij beoefende deze job tot 2014. In 2015 begon hij aan zijn eerste opdracht als hoofdtrainer bij CF Fuenlabrada.

## Clubstatistieken
| Seizoen | Club                | Land      | Competitie         | Duels | Goals |
| ------- | ------------------- | --------- | ------------------ | ----- | ----- |
| 1993/94 | Albacete            | Spanje    | Segunda División A | 2     | 0     |
| 1994/95 | Albacete            | Spanje    | Segunda División A | 20    | 5     |
| 1995/96 | Real Zaragoza       | Spanje    | Primera División   | 29    | 13    |
| 1996/97 | Real Zaragoza       | Spanje    | Primera División   | 37    | 15    |
| 1997/98 | Real Madrid         | Spanje    | Primera División   | 33    | 12    |
| 1998/99 | Real Madrid         | Spanje    | Primera División   | 33    | 19    |
| 1999/00 | Real Madrid         | Spanje    | Primera División   | 28    | 12    |
| 2000/01 | Real Madrid         | Spanje    | Primera División   | 22    | 6     |
| 2001/02 | Real Madrid         | Spanje    | Primera División   | 33    | 18    |
| 2002/03 | Real Madrid         | Spanje    | Primera División   | 19    | 5     |
| 2003/04 | Real Madrid         | Spanje    | Primera División   | 1     | 0     |
| 2003/04 | AS Monaco           | Monaco    | Ligue 1            | 28    | 10    |
| 2004/05 | Real Madrid         | Spanje    | Primera División   | 13    | 0     |
| 2004/05 | Liverpool FC        | Engeland  | Premier League     | 13    | 3     |
| 2005/06 | Liverpool FC        | Engeland  | Premier League     | 28    | 5     |
| 2006/07 | Valencia CF         | Spanje    | Primera División   | 24    | 12    |
| 2007/08 | Valencia CF         | Spanje    | Primera División   | 22    | 6     |
| 2008/09 | Valencia CF         | Spanje    | Primera División   | 11    | 1     |
| 2009/10 | Olympique Marseille | Frankrijk | Ligue 1            | 12    | 1     |

## Erelijst
Real Madrid
- Primera División: 2000/01, 2002/03
- Supercopa de España: 2001
- UEFA Champions League: 1997/98, 1999/00, 2001/02
- Wereldbeker voor clubteams: 1998, 2002

 Liverpool
- FA Cup: 2005/06
- UEFA Super Cup: 2005

 Valencia
- Copa del Rey: 2007/08

 Olympique Marseille
- Ligue 1: 2009/10
- Coupe de la Ligue: 2009/10

Individueel
- UEFA Clubmiddenvelder van het Jaar: 2003/04
- Topscorer UEFA Champions League: 2003/04
- Ligue 1 Team van het Jaar: 2003/04